# System prawny Malty
System prawny Malty obejmuje prawo kontynentalne i common law, jak również tradycje, np. Code de Rohan. Kodeks miejski został uchwalony w 1784 r. i zastąpiony w 1813. Obecnie, Malta ma system prawny, na który wpływ ma prawo rzymskie, francuskie, brytyjskie, europejskie, międzynarodowe i lokalne zwyczaje.